# Гдоля
Гдоля (пол. Gdola) — село в Польщі, у гміні Руда Гута Холмського повіту Люблінського воєводства. Населення — 96 осіб (2011).

## Історія
За даними етнографічної експедиції 1869—1870 років під керівництвом Павла Чубинського, населення села порівну становили римо-католики та греко-католики, які розмовляли українською мовою.
У 1975—1998 роках село належало до Холмського воєводства.

## Демографія
Демографічна структура станом на 31 березня 2011 року:
|          | Загалом | Допрацездатний вік | Працездатний вік | Постпрацездатний вік |
| -------- | ------- | ------------------ | ---------------- | -------------------- |
| Чоловіки | 52      | 15                 | 32               | 5                    |
| Жінки    | 44      | 5                  | 27               | 12                   |
| Разом    | 96      | 20                 | 59               | 17                   |